# Андреева, Татьяна Васильевна
Татья́на Васи́льевна Андре́ева (в девич. Калашникова; род. 28 апреля 1950; Пярну, Эстонская ССР, СССР) — советский и российский историк, доктор исторических наук, ведущий научный сотрудник Отдела новой истории России Санкт-Петербургского института истории РАН. Специалист по истории России первой половины XIX века, источниковедению, историографии и археографии, а также по истории общественной мысли и революционным движениям.

## Биография
Татьяна Васильевна (в девичестве Калашникова) родилась 28 апреля 1950 года в Пярну, Эстонской ССР в семье военнослужащего. В 1968 году поступила на вечернее отделение Историко-филологического факультета Петрозаводского государственного университета и через полгода перевелась на вечернее отделение Исторического факультета Ленинградского государственного университета на кафедру истории Древней Греции и Рима (научный руководитель историк-антиковед Ю. В. Андреев). В 1974 году окончила ЛГУ, защитив дипломную работу «Зависимое население городов дорийского Крита V—III вв. до н. э.».
Ещё в период учёбы в мае 1971 года устроилась работать курьером в Ленинградское отделение Института истории СССР АН СССР (в 1992 преобразовано в Санкт-Петербургский филиал Института российской истории РАН, с 2000 — Санкт-Петербургский институт истории РАН) в Группу истории СССР периода капитализма (в 1986 преобразован в Отдел истории СССР периода капитализма, с 1992 — Отдел новой истории России). С сентября 1974 года Т. В. Андреева — научно-технический сотрудник, с августа 1977 — старший научно-технический сотрудник, с апреля 1979 — старший лаборант ЛОИИ АН СССР. С конца 1970-х годов её стали привлекать к работе по подготовке публикаций исторических источников, текстов коллективных монографий и составлению именных указателей к изданиям ЛОИИ АН СССР. С апреля 1984 года Т. В. Андреева — младший научный сотрудник, а её научным руководителем стал Р. Ш. Ганелин.
В 1986 году Т. В. Андреева под руководством Р. Ш. Ганелина защитила диссертацию на соискание учёной степени кандидата исторических наук по теме «П. М. Строев и развитие русской исторической науки в первой трети XIX в.» (официальные оппоненты В. П. Козлов и В. М. Панеях). С сентября 1987 года Т. В. Андреева — научный сотрудник ЛОИИ АН СССР. С 1991 по 1995 год занимала пост учёного секретаря Диссертационного совета СПбФ ИРИ РАН. С февраля 1993 года — старший научный сотрудник. С января 2009 по сентябрь 2011 года — учёный секретарь Отдела Новой истории России СПбИИ РАН.
1 июля 2010 года Т. В. Андреева защита докторскую диссертацию по теме «Тайные общества в России в первой трети XIX в.: правительственная политика и общественное мнение» (официальные оппоненты С. В. Мироненко, Л. Ю. Гусман и М. Ф. Флоринский). С июля 2011 она года — ведущий научный сотрудник Отдела новой истории СПбИИ РАН. С 2013 — член Учёного совета СПбИИ РАН, а с 2019 — член Диссертационного совета СПбИИ РАН.
С 1996 по 2009 год также преподавала на юридическом факультете Санкт-Петербургского института внешнеэкономических связей, экономики и права Министерства образования и науки РФ дисциплину «История государства и права зарубежных стран».
В 2003—2005 годах подготовила ряд статей о государственных деятелях Николаевской эпохи для энциклопедии «Три века Санкт-Петербурга». Также приняла активное участие в коллективном справочном издании «Управленческая элита Российской империи: история министерств. 1802—1917». Т. В. Андреевой были подготовлены к публикации многие исторические источники, такие как — архивные документы, мемуары, письма, научное наследие историков и пр. Проводила организаторские работы в оргкомитетах по проведению различных научных форумов, таких как всероссийская научная конференция «Александр I. Трагедия реформатора» (15—16 сентября, 2015), международная научная конференция «Историческая память России и декабристы» (14—16 декабря, 2015) и др. В 2016 году выступила инициатором и одним из организаторов постоянного научного семинара СПбИИ РАН «Россия в Новое время (XVIII — начало ХХ вв.): Государство и общество».

## Научное направление
Свою профессиональную научно-исследовательскую деятельность Т. В. Андреева начала с изучения истории России и истории русской исторической науки. Первое её исследование, опубликованное в 1983 году в 15 томе сборника «Вспомогательные исторические дисциплины», было посвящено одному из основателей отечественной археографии историку-источниковеду П. М. Строеву. По нему же она в 1986 году защитила и кандидатскую диссертацию.
По ходу, занимаясь тем или иным исследованием, Т. В. Андреева связывает его с общими проблемами развития исторической науки, в результате чего с начала 1990 годов её научное направление сосредоточилось на значимых проблемах развития российской государственности и общества в первой половине XIX века. Особое внимание уделяет реформам государственной власти и управления, и в частности крестьянскому вопросу в Российской империи в эпоху правления Николая I.
Также значительное внимание в своих исследованиях Т. В. Андреева уделяет общественному и общественно-политическому движению, общественной мысли и в частности истории тайных обществ декабристов в эпоху правления Александра I. Ряд учёных историков относит её к числу исследователей, которые выработали новый и более взвешенный подход к этой проблеме. По мнению Т. В. Андреевой «в декабризме в различные периоды и в различных политических обстоятельствах сосуществовали и по-разному проявляли себя конституционно-либеральные и республиканско-революционные тенденции, но в целом всегда сохранялся либерально-конституционный характер движения». Также в круг её научных интересов входит политический кризис междуцарствия 1825 года.

## Семья
Муж (с 1972) — Александр Викторович Андреев.
Дочь — Екатерина (род. 1975) — кандидат исторических наук, старший научный сотрудник Государственного Эрмитажа в отделе «Дворец Меншикова».

## Рецензии
- Долгих А. Н. Размышления о книге Т. В. Андреевой «На дальних подступах к великой реформе: крестьянский вопрос в России в царствование Николая I: исследование и документы» (СПб.: Историческая иллюстрация, 2019. — 728 с.) // История: факты и символы. — Елец: Изд-во ЕГУ им. И. А. Бунина, 2019. — № 4 (21). — С. 149—152. — ISSN 2410-4205.
- Ильин П. В. Новая веха в изучении истории общественного движения во взаимосвязи с правительственной политикой и развитием общественных институтов в России в первой половине XIX в. (Андреева Т. В. Тайные общества в России в первой трети XIX в.: правительственная политика и общественное мнение. СПб.: Лики России, 2009. — 912 с.) // Клио. — СПб.: Полторак, 2012. — № 7 (67). — С. 134—137. — ISSN 2070-9773.
- Рудницкая Е. Л. Т. В. Андреева. Тайные общества в России в первой трети XIX в.: правительственная политика и общественное мнение. СПб.: Лики России, 2009. 911 с. // Вопросы истории. — М., 2011. — № 5. — С. 172—173. — ISSN 0042-8779.
- Яров С. В. Т. В. Андреева, В. А. Соломонов. Историк и власть: Сергей Николаевич Чернов. 1887—1941. Саратов: Издательство «Научная книга». 2006. 376 с., илл. // Вопросы истории. — М., 2008. — № 5. — С. 174—175. — ISSN 0042-8779.